# 草黄堇
草黄堇（学名：Corydalis straminea），为罂粟科紫堇属下的一个植物种。